# Governatorato di Baku
La Gubernija di Baku, in russo Бакинская губерния? era una Gubernija dell'Impero russo, che occupava un territorio ora compreso nell'attuale Azerbaigian.
Istituita nel 1859, esistette fino al 1920, il capoluogo era Baku, mentre la giurisdizione era affidata al governatorato di Tulon.